# Ojos Negros (kommun)
Ojos Negros är en kommun i Spanien.   Den ligger i provinsen Provincia de Teruel och regionen Aragonien, i den centrala delen av landet, 190 km öster om huvudstaden Madrid. Antalet invånare är 445. Arean är 90 kvadratkilometer.
Terrängen i Ojos Negros är platt åt nordost, men åt sydväst är den kuperad.